# Новая (Балашиха)
Новая — упразднённая деревня, располагавшаяся на территории городского округа Балашиха Московской области России. В настоящее время входит в состав города Балашихи.

## География
Находилась на востоке области, в зоне хвойно-широколиственных лесов, при автодороге М7, в восточной части города Балашихи. Абсолютная высота — 153 метра над уровнем моря.

### Климат
Климат характеризуется как умеренно континентальный, с холодной зимой и умеренно тёплым летом. Среднегодовая температура воздуха — +5,7 °C. Средняя температура воздуха самого холодного месяца (января) — −7,3 °C (абсолютный минимум — −45 °C), средняя температура самого тёплого (июля) — +20,1 °С (абсолютный максимум — +38,5 °C).

## История
В «Списке населенных мест Московской губернии по сведениям 1859 года» населённый пункт упомянут как казённая деревня Богородского уезда, расположенная при колодцах, в 23 верстах от уездного города. В деревне насчитывалось 33 двора и проживало 288 человек (135 мужчин и 153 женщины). Имелся этапный дом.
По состоянию на 1913 год, в деревне Новая на шоссе имелось 79 дворов. В административном отношении входила в состав Васильевской волости Богородского уезда.
По данным 1926 года в деревне насчитывалось 95 хозяйств (в том числе 91 крестьянское) и проживало 487 человек (242 мужчины и 245 женщин). Являлась центром Новского сельсовета Васильевской волости Богородского уезда.
Постановлением губернатора Московской области от 10 июня 2003 года № 128-ПГ объединена с городом Балашиха.